# حكم عرفي (مسلسل)
هو مسلسل اكشن أمريكي متصل منفصل بالإنجليزية(Martial Law) عرض من عام 1998 إلى 2000 على قناة سي بي إس

## قصة
سامو لو محامى صينى بارع وخبير بالفنون العسكرية والذي يأتي إلى لوس انجلوس بحثا عن زميله.

## بطولة
- سامو سامو
- ارسينيو هول
- جين كيلي
- تامي لورين ديكسون
- لويس مالون (الموسم 1)
- توم رايت
- ديلان ايمي (الموسم 2)

## وصلات خارجية
- حكم عرفي على موقع IMDb (الإنجليزية)
- حكم عرفي على موقع روتن توميتوز (الإنجليزية)
- حكم عرفي على موقع كينوبويسك (الروسية)
- حكم عرفي على موقع قاعدة بيانات الفيلم (الإنجليزية)